# 1279.
◄ | 12. stoljeće | 13. stoljeće | 14. stoljeće | ►
◄ | 1240-ih | 1250-ih | 1260-ih | 1270-ih | 1280-ih | 1290-ih | 1300-ih | ►
◄◄ | ◄ | 1276. | 1277. | 1278. | 1279. | 1280. | 1281. | 1282. | ► | ►►
Arhitektura • Astronomija • Glazba • Knjige • Književnost • Kršćanstvo • Medicina • Pravo • Promet • Znanost

## Smrti
- Adelajda Burgundska, grofica Burgundije

## Vanjske poveznice
|  | Zajednički poslužitelj ima još gradiva o temi 1279. |